# Vigadore
Vigadore (Vigadù in dialetto lodigiano) è una località rurale del comune di Lodi, posta oltre il fiume Adda, lungo la strada per Crema. Fino al 1870 costituì un comune autonomo.

## Storia
Il borgo rurale di Vigadore, di antica origine, fu attestato per la prima volta in età medievale. Il territorio comunale comprendeva le frazioni di Riolo e Portadore, oltre a numerose cascine.
In età napoleonica Vigadore fu aggregata alla città di Lodi per due volte, nel 1797-98 e quindi dal 1809 al 1816, recuperando l'autonomia con la costituzione del Regno Lombardo-Veneto.
All'Unità d'Italia (1861) il comune contava 460 abitanti.
Nel 1870 il comune di Vigadore fu unito ai Chiosi di Porta d'Adda, formando il nuovo comune di Chiosi d'Adda Vigadore. Il nuovo comune, però, esistette per soli sette anni, venendo annesso alla città di Lodi nel 1877.
Attualmente, in seguito allo spopolamento delle aree rurali, Vigadore si presenta come una cascina rurale senza alcuna particolarità di rilievo. Diversa sorte ha conosciuto la frazione Riolo, interessata da un modesto sviluppo edilizio.